# تاسیو مایا دوس سانتوس
تاسیو مایا دوس سانتوس (به پرتغالی: Tássio Maia dos Santos) مهاجم اهل برزیل است که در شهر ریودو ژانیرو و در تاریخ ۸ اکتبر ۱۹۸۴ به دنیا آمده‌است.
تاسیو مایا دوس سانتوس در تیم‌های فوتبال Caldense سابقهٔ حضور دارد.